# 小林宏治
小林 宏治（こばやし こうじ、1907年2月17日 - 1996年11月30日）は、日本の実業家。元日本電気（NEC）社長、会長。

## 経歴
山梨県大月市出身。1925年に山梨県立都留中学校（現山梨県立都留高等学校）を卒業した後、旧制松本高校理科甲類、東京帝国大学工学部電気工学科を卒業し、1929年に日本電気に入社する。常務、専務、副社長を経て、1964年社長となる。小林が社長の時代に、NECは通信とコンピュータ、半導体を主軸とした総合電器メーカーへと発展し、「NEC中興の祖」と呼ばれた。1976年会長に就任。父親、藤本氏から小林氏に入婿（本姓　藤本氏）。　
1964年、松下電器産業を率いる松下幸之助が「金食い虫で儲からない」という理由でコンピュータ事業からの撤退を表明した際に、「松下さんともあろう人が、この有力な未来部門に見切りをつけるとは、いかにも残念。コンピュータは今でこそソロバンが合わないが、これは将来必ず、家庭電器の分野にも不可欠なものになる」というコメントを残している。
1970年頃に商社から電器産業に進出したサムスンが半導体の開発で行き詰まっていた時、日韓定期閣僚会議が始まって日韓提携の気運があったが、小林は「韓国は技術を盗んでいく」と警戒感を持っていた。これに困ったサムスンの李健熙はシャープの佐々木正に説得を頼み、駐日大韓民国大使、小林、佐々木とで食事する機会をセッティングしてもらった。その後に佐々木以外の3人でゴルフに行き、小林は機嫌を直したという。
1974年日本インダストリアル・エンジニアリング協会会長に就任。1977年、アメリカ・アトランタで開催された「インテルコム'77」において、コンピュータと通信の融合をうたった「C&C」（Computer & Communication）の理念を提唱。「C&C」はその後NECの企業スローガンとして用いられるようになる。1986年、NECがスポンサーとなりIEEE小林宏治コンピュータ&コミュニケーション賞が創設された。
1983年7月4日、NECセミコンダクターズUKの開所式に臨席したエリザベス女王にスコットランド総督から紹介された。
1978年日本オペレーションズ・リサーチ学会会長。
1988年名誉会長となる。晩年は文明と人間、技術と社会の調和を唱える開明的発言で注目された。1983年から国際連合大学協力会会長を務め、大学本部施設の充実に尽力。1987年日本工学アカデミー発足と同時に会長に就任。ソ連東欧貿易会会長も務めた。
1996年11月30日、89歳にて死去。

## 受賞・栄誉
- 紫綬褒章 - 1957年（昭和32年）
- 藍綬褒章 - 1964年（昭和39年）
- ペルー大十字章 - 1970年（昭和45年）
- ヨルダン・スター賞 - 1970年（昭和45年）
- 勲一等瑞宝章 - 1974年（昭和49年）
- パラグアイ国家功労章 - 1978年（昭和53年）
- エジプト勲一等国家功労章 - 1979年（昭和54年）
- ブラジル南十字星勲章 - 1979年（昭和54年）
- 第31回NHK放送文化賞 - 1980年（昭和55年）
- ポーランド・コマンドリア功労勲章 - 1980年（昭和55年）
- タイ白象勲章 - 1981年（昭和56年）
- マダガスカル・シュバリエ勲章 - 1981年（昭和56年）
- IEEEファウンダーズメダル - 1984年（昭和59年）
- コロンビア最高勲章 - 1985年（昭和60年）
- スペイン民間功労大十字章 - 1986年（昭和61年）
- アイルランド国立工科大学名誉学位 - 1986年（昭和61年）
- 第11回日本オペレーションズ・リサーチ学会実施賞 - 1987年（昭和62年）
- 勲一等旭日大綬章[6] - 1987年（昭和62年）
- ホール・オブ・フェーム（SSPI）- 1989年（平成元年）

## 著書
- クオリティ指向の経営
- 70年代の経営課題

### 訳書
- イノベーションと企業家精神

## 教育
- 小林宏治育英奨学金